# Wiener Fußball-Verband

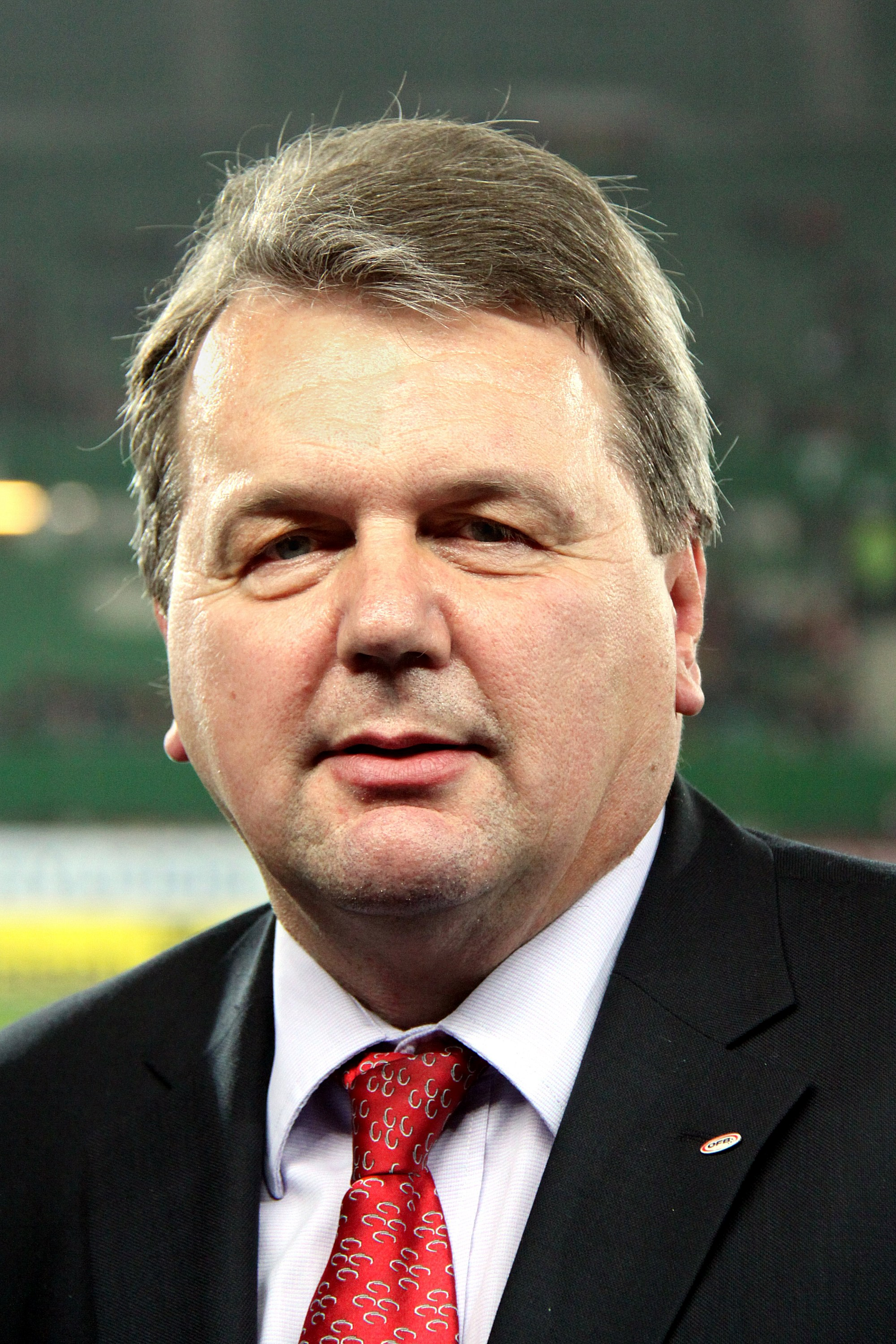
Seit 2010 Präsident des WFV: Robert Sedlacek

Der Wiener Fußball Verband (WFV) ist die Vereinigung der Fußballvereine des Bundeslandes Wien und übt seine Tätigkeit gemeinnützig aus. Der Wiener Fußball-Verband ist ordentliches Mitglied des Österreichischen Fußball-Bundes (ÖFB) und dessen Satzungen unterstellt.

## Geschichte

### Die Jahre bis 1923
Die Geschichte des Wiener Fußballs begann Ende des 19. Jahrhunderts und mit den damals in Wien lebenden englischen Gastarbeitern. Auf der Insel war die Jagd nach dem runden Leder bereits äußerst beliebt und die Wiener Engländer wollten dieses Stück Heimat auch in der Fremde nicht missen. 1892 wurde der „Vienna Cricket Club“ gegründet, doch Cricket alleine war zu langweilig und bereits 1894 erfolgte die Namensänderung auf „Vienna Cricket and Football Club“. Dieser Verein war jedoch nicht der erste Fußballverein in Wien, denn einen Tag vorher – am 22. August 1894 – wurde der „First Vienna Football Club“ (die noch heute z. Zt. in der 2. Liga (Saison 22/23) spielende Vienna) gegründet. Zwischen diesen beiden Teams kam es auch zum ersten offiziellen Match in Österreich und die Cricketer gewannen vor 150 bis 200 Zuschauern klar mit 4:0. Der größte Unterschied zwischen den beiden Mannschaften war, dass bei den Cricketern ausschließlich Engländer agierten und die Vienna das Handicap mitspielender Wiener tragen musste.
1897 gab es den ersten Cup-Bewerb – Cricketer gewann den Challenge-Cup im Finale gegen den Deutsch-Österreichischen Turnverein mit 7:0. Am 18. Dezember 1898 fand ein Match einer Wiener Auswahl gegen eine Auswahl der Wiener Engländer statt, das die Gastarbeiter vor bereits 2.500 Zuschauern mit 4:1 gewannen. Das erste Länderspiel auf dem Kontinent fand ebenfalls in Wien statt: Österreich schlug die Schweiz mit 4:0. Da bei beiden Teams allerdings Ausländer mitwirkten, wird dieses Spiel in offiziellen Wertungen nicht geführt.
Es wurden weitere Vereine gegründet, u. a. der WAC (1896 als „Wiener Athletiksport Club“), der durch seine hohen Mitgliedsbeiträge vor allem für die „Oberen Zehntausend“ gedacht war; der „Wiener Sport-Club“ (1907 aus der Fusion des „Wiener Cyclistenclub“ und der „Wiener Sportvereinigung“ entstanden); der „Arbeiter Fußball-Klub“ (1898), aus dem bereits ein Jahr später, am 8. Januar 1899, der „SC Rapid Wien“ wurde. 1902 wurde der Wiener Slovan (Sportivni Klub Slovan ve Vidni)- heute der SK Slovan-Hütteldorfer AC – gegründet. Aus einer Abspaltung des WAC entstand im Juni 1910 der WAF („Wiener Associations-Footballclub“) und Abtrünnige der Cricketer gründeten im Oktober 1910 den „Wiener Amateur-Sportverein“, die heutige Austria Wien.
Eine besondere Rolle für die Entwicklung des Wiener (und damit des gesamt-österreichischen) Fußballs spielte der Engländer M. D. Nicholson. Ehemals Profi bei West Bromwich Albion´, arbeitete er in einem Reisebüro in Wien, wo er bei der Vienna als Spieler und Trainer tätig war. 1899 gründete er das „Komitee für die Veranstaltung von Fußball-Wettspielen“ und wurde 1900 Präsident der „Österreichischen Fußball-Union“, dem Vorläufer des 1904 gegründeten „Österreichischen Fußball-Bundes“. Nach ihm wurde auch ein 1913 gegründeter Verein benannt: der „FC Nicholson“, der 1932 in „FC Wien“ umbenannt wurde.
Am 16. Mai 1911 wurde der Niederösterreichische Fußballverband gegründet, dem auch die Wiener Vereine angehörten. Im September des gleichen Jahres startete die erste Meisterschaft, bei der elf Wiener Klubs mitwirkten. Erster Meister wurde der SC Rapid vor dem Wiener Sportclub, WAF und WAC.

### Die Zwischenkriegszeit und der Anschluss
Auch nach dem Ersten Weltkrieg und der Zerschlagung der Doppelmonarchie blieb Wien die Hauptstadt von Niederösterreich. Nach langwierigen Diskussionen wurde Ende 1921 das „Trennungsgesetz“ beschlossen und Wien wurde am 1. Januar 1922 ein eigenes Bundesland. Das hatte auch Auswirkungen auf den Verband und am 15. Februar 1923 erfolgte die Teilung in den Wiener Fußballverband und den Niederösterreichischen FV. Erster Präsident des Wiener Fußball-Verband wurde Ignaz Abeles, der 1911 Gründungspräsident des NÖFV war. Nachfolger wurde 1927 Josef Gerö, unter dessen Leitung die Niederösterreicher sich 1928 dem Wiener Verband anschlossen. Nur fünf Jahre nach der Trennung war man wieder vereint.
In der wirtschaftlich schweren Zwischenkriegszeit versuchten sich die Vereine vor allem durch Auslandstourneen über Wasser zu halten. So gab es sogar einen Verbandsbeschluss, dass sich die Mannschaften während der Saison nicht länger als zwei aufeinanderfolgende Sonntage im Ausland aufhalten dürfen, damit die Meisterschaft nicht zur Farce wird. Einen bis heute ungebrochenen Weltrekord stellte dabei der FC Wien auf, der in der Saison 1932/32 neben 22 Meisterschaftmatches und etlichen Cupspielen auf 49 Freundschaftsspiele im Ausland kam.
Am 13. März 1937 hielt der Wiener Verband die letzte Generalversammlung für viele Jahre ab. Knapp davor, am 17. Februar 1937 verstarb der legendäre Hugo Meisl, der das österreichische Wunderteam betreut hatte. Im März 1938 hörte Österreich zu existieren auf und war nur noch ein Gau. Im sogenannten „Anschlussspiel“ schlug Österreich am 3. April im Wiener Stadion vor 60.000 Zuschauern Deutschland mit 2:0 – offiziell hieß die Begegnung „Ostmark“ gg. „Altreich“.
Nach Abschaffung des Berufsfußballs wurde eine Gauliga gegründet, der die Wiener Klubs Rapid, Austria, Sportclub, Vienna, Wacker, Admira und Austro-Fiat angehörten. Die Ostmarkmeister Admira (1939) und Rapid (1941) spielten im Endspiel um die deutsche Meisterschaft jeweils gegen Schalke 04, wobei Rapid mit dem unvergesslichen 4:3 (nach Pausenstand 0:3) für Furore sorgte. 1943 wurde die Vienna mit einem 3:2 (durch „Golden Goal“!) gegen LSV Hamburg deutscher Pokalsieger. Die letzte Kriegsmeisterschaft 1944/45 wurde nicht beendet und nach Kriegsende wurde der Wiener Fußball-Verband wieder neu gegründet.

### 1945 bis heute
Schon einige Tage vor dem Ende des Krieges, am 2. Mai 1945, fand die erste Sitzung des Wiener Fußball-Verband unter der Leitung von Polizeihauptmann Karl Zankl statt. Am 1. September wurde die erste Meisterschaftsrunde des neuen Österreich angepfiffen und der erste Meister hieß erneut Rapid. Den großen Umbruch gab es 1949, denn die Saison 1948/49 war die letzte, in der die „Großvereine“ an der Wiener Meisterschaft teilnahmen. Die Klubs beschlossen in einer außerordentlichen Sitzung den Auszug aus dem Wiener Verband und die Gründung der Staatsliga. Die „Österreichische Staatsliga“ wurde am 31. Juli 1949 in den ÖFB aufgenommen und die Vorherrschaft des Wiener Fußball-Verband war zu Ende.
Seit der Saison 1949/50 wird eine eigene Wiener Meisterschaft (unter verschiedenen Namen – heute als „Wiener Stadtliga“) ausgetragen und der erste Meister hieß „FS Elektra“. Prominentester Spieler der erfolgreichen Mannschaft war Edi Frühwirth, erfolgreicher Teamchef bei der WM 1954 in der Schweiz. Die Wiener Liga war zu dieser Zeit privilegiert, denn der Meister durfte ohne weitere Qualifikationsspiele direkt in die Staatsliga aufsteigen. Ein Jahr später wurde die „Staatsliga B“ eingeführt und die Landesliga war nun drittklassig. Die Staatsliga-B wurde durch die Einführung der Regionalligen 1959 obsolet und die Wiener Meister stiegen ab 1960 in die Regionalliga Ost auf. 1974 wurde die Bundesliga mit erster und zweiter Leistungsstufe gegründet und der Wiener Fußball-Verband befand sich nur mehr in der vierten Leistungsstufe. Mit einer kurzen Unterbrechung von 1980 bis 1985 (Wegfall der Regionalligen) ist das bis heute so.
In der Saison 1988/89 führte der Wiener Fußball-Verband einen Landespokal ein, der als „Wiener Toto-Cup“ abgehalten wird. Teilnahmeberechtigt sind nur die Vereine des Wiener Verbandes, die in der Stadtliga oder darunter spielen. Den Pokal gewann als erster Klub der WAF, der zuvor schon Österreichischer Meister (1913/14) und Österreichischer Cupsieger (1922) geworden war. Im Jahre 2004 stellte der Verein den Spielbetrieb ein und Stück Wiener Fußballgeschichte war Vergangenheit.

## Spielbetrieb
Herrenbereich
Der Wiener Fußball-Verband führt Meisterschaften in fünf Leistungsstufen durch. In der Saison 2022/23 sind dies:
| 1. Leistungsstufe | Wiener Stadtliga | 016 Vereine |
| 2. Leistungsstufe | 2. Landesliga    | 016 Vereine |
| 3. Leistungsstufe | Oberliga-A       | 014 Vereine |
| 3. Leistungsstufe | Oberliga-B       | 014 Vereine |
| 4. Leistungsstufe | 1. Klasse A      | 014 Vereine |
| 4. Leistungsstufe | 1. Klasse B      | 014 Vereine |
| 5. Leistungsstufe | 2. Klasse A      | 06 Vereine  |
|                   | Gesamt           | 094 Vereine |

Die Reservemannschaften der einzelnen Vereine kommen in der jeweiligen Liga der Kampfmannschaft zum Einsatz. In den ersten zwei Leistungsstufen gibt es einen U-23-Bewerb für Reservemannschaften.
Nachwuchs
Im Nachwuchsbereich gibt es vier Leistungsklassen.
| WFV-Liga | 12 Vereine |
| A-Liga   | 12 Vereine |
| B-Liga   | 12 Vereine |
| C-Liga   | 12 Vereine |
| Gesamt   | 48 Vereine |

Diözesansportgemeinschaft
Die DSG Wien führt seit 1951 Fußballspiele durch. Im Jahr 1998 ist man dem WFV beigetreten und spielt dort in eigenen Klassen (in vier Leistungsstufen) Meisterschaft.
| 1. Leistungsstufe | DSG Liga       | 012 Vereine  |
| 2. Leistungsstufe | Oberliga A     | 012 Vereine  |
| 2. Leistungsstufe | Oberliga B     | 012 Vereine  |
| 3. Leistungsstufe | Unterliga A    | 012 Vereine  |
| 3. Leistungsstufe | Unterliga B    | 012 Vereine  |
| 4. Leistungsstufe | 1. Klasse A    | 012 Vereine  |
| 4. Leistungsstufe | 1. Klasse B    | 012 Vereine  |
| 4. Leistungsstufe | 1. Klasse C    | 011 Vereine  |
| Ü-35              | Senioren 1     | 09 Vereine   |
| Ü-40              | Senioren 2     | 03 Vereine   |
|                   | Frauen/Mädchen | 05 Vereine   |
|                   | Gesamt         | 0112 Vereine |

13 Vereine haben sich auch dazu entschlossen, einen Reservebewerb durchzuführen.
Frauenbereich
Der Wiener Fußball-Verband führt Meisterschaften in drei Leistungsstufen durch. In der Saison 2022/23 sind dies:
| 1. Leistungsstufe | Wiener Frauen Landesliga | 010 Vereine |
| 2. Leistungsstufe | Frauen 1. Klasse         | 09 Vereine  |
| 3. Leistungsstufe | Frauen 2. Klasse         | 04 Vereine  |
|                   | Gesamt                   | 023 Vereine |

## Ausschüsse
Im Wiener Fußball-Verband gibt es Fachausschüsse, bzw. Referate:
- Ausschuss der Klassenobmänner
- Jugendausschuss
- Straf- und Beglaubigungsausschuss
- Kontroll- und Meldeausschuss
- Schiedsrichterausschuss
- Ausschuss für Frauenfußball und Trendsportarten
- Marketing und Projekte

## Personalia

### Präsidium
| Präsident                       | Robert Sedlacek                |
| Vizepräsident & Finanzreferent  | Kurt Lanscha                   |
| Vizepräsident                   | Manfred Steiner                |
| Vizepräsident und Schriftführer | Reinhard Wilrader              |
| Vertreter Gebietsklassen        | Leo Levnaic-Iwanski von Jwanin |

### Präsidenten von 1923 bis heute
Stand: Oktober 2022
| 1923–1927 | Ignaz Abeles       |
| 1927–1938 | Josef Gerö         |
| 1945      | Karl Zankl         |
| 1946–1959 | Franz Putzendopler |
| 1960–1972 | Julius Blazek      |
| 1972–1974 | Franz Horr         |
| 1974–1976 | Karl Sekanina      |
| 1976–1977 | Wilhelm Alexa      |
| 1977–1990 | Othmar Luczensky   |
| 1990–2010 | Kurt Ehrenberger   |
| 2010–     | Robert Sedlacek    |

## Teams in den Ligen
In der Saison 2023/24 spielen folgende Teams in österreichischen Ligen
Herren
- Bundesliga
  - FK Austria Wien
  - SK Rapid Wien
- 2. Liga
  - FAC Wien
  - First Vienna FC
- Regionalliga Ost
  - SR Donaufeld
  - TWL Elektra
  - FC Mauerwerk
  - Wiener Sport-Club
  - SK Rapid II
  - Young Violets Austria Wien
  - SC Wiener Viktoria

Frauen
- ÖFB Frauen-Bundesliga
  - First Vienna FC Frauen
  - FK Austria Wien
- 2. Liga
  - SG FAC – USC Landhaus
  - Wiener Sportklub Frauen